# Jon Wijk
Jon Kent Lennart Morgan Wijk, född 1940 i Göteborg, är en svensk bildkonstnär, sångare och koreograf.
Jon Wijk har studerat sång för Margareta Högfors i Göteborg och Margaretha Sunnegård i Stockholm, teaterstudier för Gösta Terserus och Calle Flygare. Dansklasser på Balettakademien i Stockholm och för Sten-Thorsten Tuul, detta mellan åren 1960-1965. 
Jon Wijk är utbildad på Koreografiska Institutet vid Musikaliska Akademien i Stockholm 1967-1969. Jon Wijk var en av Kåre Gundersens och Birgit Åkessons elever. Wijk har studerat för internationellt kända konstnärer som Merce Cunningham, Walter Nicks, György Ligeti och Björn Holmgren. 
1969 stod Jon Wijk för koreografin i Georg Philipp Telemanns Pimpinone på Drottningholms slottsteater och senare på Skansen med Eva Serning och Bo Sydow i huvudrollerna. Samma år iscensattes Tom Paine (Thomas Paine) av Riksteatern med premiär på Södra Teatern där Fred Hjelm regisserade och Jon Wijk var koreograf.  
Förutom dans och koreografi har Jon Wijk även arbetat med musik och scenkonst. 1972 sjöng han rollen som Jesus i rockoperan Jesus Christ Superstar i den första svenska uppsättningen bland annat på Scandinavium i Göteborg och Johanneshovsstadion i Stockholm. Som Jesus spelade han emot Agnetha Fältskog, Titti Sjöblom och Adele Lipuma, som alternerade i rollen Maria Magdalena, samt Arne Jansson och Lars Åke Bly, som alternerade i rollen som Judas. Han alternerade i huvudrollen som Jesus med Peter Winsnes och Bruno Wintzell.  
Jon Wijk fick 1978 Olofströms kommuns kulturpris  som då delades ut för första gången, och hans bilder presenterades i eget konstprogram i SVT under rubriken Konstverk Berättar. Fotograf Rolf Lembréus. Musik: (Summer Eyes) tonsatt av Bengt Ernryd inspirerad av Jon Wijks bilder, framfôrd av jazzgruppen Ibis. Musiker: (Flügelhorn) Bengt Ernryd, (Tenorsax) Ed Epstein, (Sopransax) Stefan Isaksson, (Piano) Gösta Nilsson, (Electric bass) Tommy Johnson, (Drums) Mats Hellberg. Utöver utställningar i Sverige har Jon Wijk ställt ut i Ålesund (Norge), Genève, Montreux, Sion, Fribourg (Schweiz), Bretagne, Paris och New York.